# ناثان أونيل
ناثان أونيل (بالإنجليزية: Nathan O'Neill) مواليد 23 نوفمبر 1974 في سيدني، هو دراج أسترالي سابق في صنف سباق الدراجات على الطريق. سبق أن شارك في دورة الألعاب الأولمبية الصيفية.

## الميداليات
| الميدالية | المسابقة                  |
| --------- | ------------------------- |
| ذهبية     | دورة ألعاب الكومنولث 2006 |

## وصلات خارجية
- الموقع الرسمي

## روابط خارجية
- ناثان أونيل على موقع الاتحاد الدولي للدراجات (الإنجليزية)
- ناثان أونيل على موقع أرشيف الدراجات (الإنجليزية)
- ناثان أونيل على موقع إحصائيات الدراجات الإحترافية (الإنجليزية)
- ناثان أونيل على موقع CycleBase (الإنجليزية)
- ناثان أونيل على موقع أوليمبيديا (الإنجليزية)
- ناثان أونيل على موقع اللجنة الأولمبية الأسترالية (الإنجليزية)
- ناثان أونيل على موقع دورة ألعاب الكومنولث 2006 (مؤرشف) (الإنجليزية)